# Riko Ueki
Riko Ueki (født 30. juli 1999) er en japansk fodboldspiller. Hun er medlem af Japans kvindefodboldlandshold.

## Landsholdskarriere
Den 4. april 2019 fik hun debut på det japanske landshold, i en kamp mod Frankrig. Hun har spillet 3 landskampe for Japan.